# لويس هايز
لويس هايز (بالإنجليزية: Louis Hayes)‏ هو عازف جاز أمريكي، ولد في 31 مايو 1937 في ديترويت في الولايات المتحدة.

## وصلات خارجية
- لويس هايز على موقع IMDb (الإنجليزية)
- لويس هايز على موقع ميوزك برينز (الإنجليزية)
- لويس هايز على موقع أول ميوزيك (الإنجليزية)
- لويس هايز على موقع ديسكوغز (الإنجليزية)